# David Pavelka
David Pavelka (Praag, 18 mei 1991) is een Tsjechisch profvoetballer die als middenvelder speelt. Begin 2016 verruilde hij Slovan Liberec voor Kasımpaşa.

## Clubcarrière
Pavelka begon bij Sparta Praag en speelde een seizoen op huurbasis voor Slovácko. In 2013 ging hij naar Slovan Liberec waarmee hij in 2015 de Pohár České pošty won. Begin 2016 tekende hij een contract bij het Turkse Kasımpaşa.

## Interlandcarrière
In 2015 debuteerde Pavelka voor het Tsjechisch voetbalelftal en hij maakte deel uit van de Tsjechische selectie op het Europees kampioenschap voetbal 2016.